# 栃木県道268号鹿沼環状線

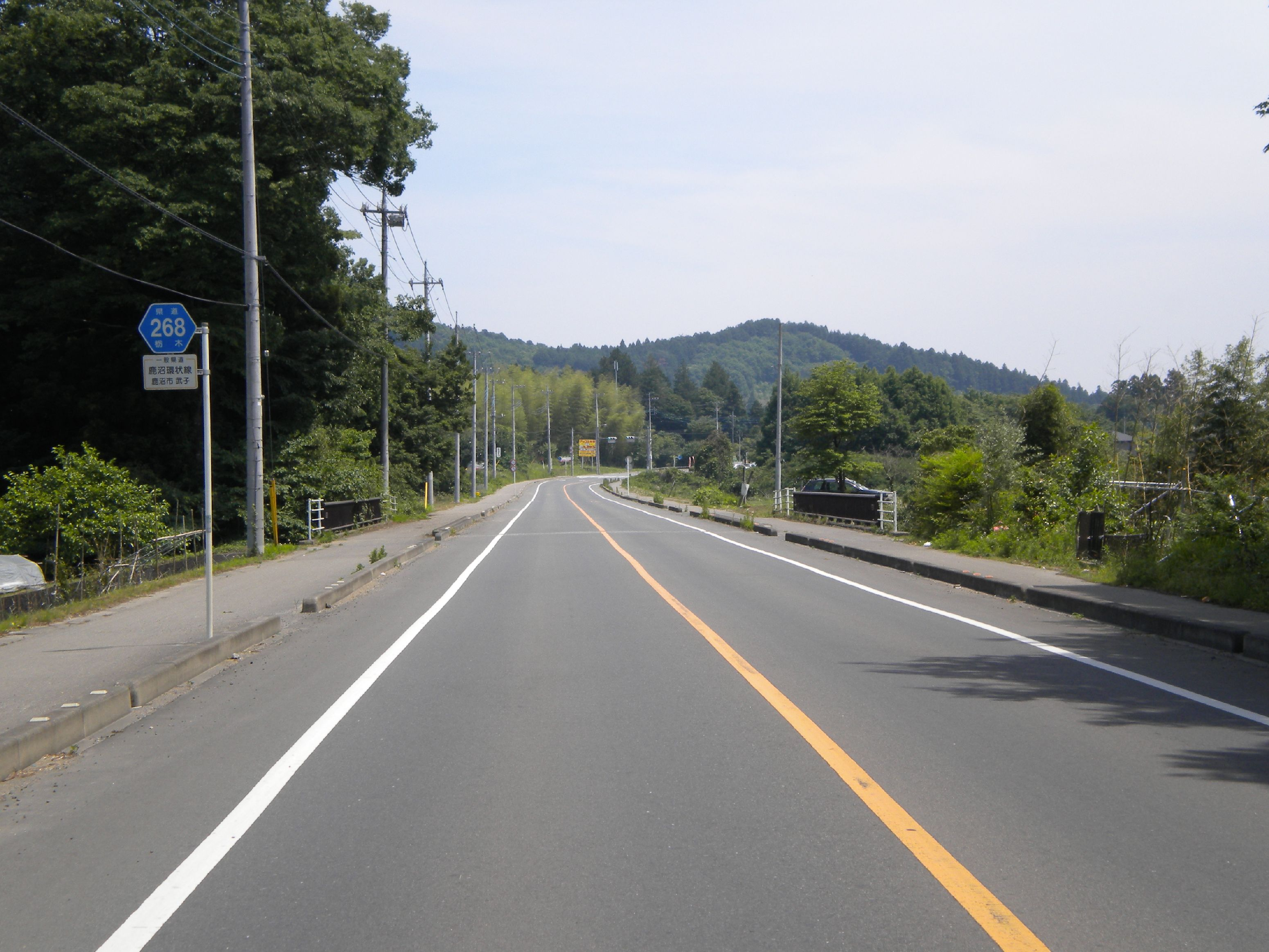
鹿沼市武子付近

栃木県道268号鹿沼環状線（とちぎけんどう268ごう かぬまかんじょうせん）は、栃木県鹿沼市に位置する一般県道である。

## 概要
鹿沼市街地における幹線道路の激しい渋滞を解消するために、鹿沼市街地北部から東側を迂回し市街地南部へ至る道路として整備が開始された。全線開通後も、JR日光線との踏切解消のための立体交差化や4車線化など更なる整備が行われている。

## 路線データ
- 総延長：9.954km
- 実延長：9.788km
- 起点：栃木県鹿沼市玉田町（平成橋西交差点＝栃木県道164号板荷玉田線交点）
- 終点：栃木県鹿沼市上殿町（上殿丁字路＝国道293号、国道352号交点）
- 認定：1973年（昭和48年）3月2日

## 交差する道路
- 国道121号・国道352号（鹿沼市御成橋町・平成橋東交差点）
- 国道293号（鹿沼市仁神堂町交差点）
- 栃木県道4号宇都宮鹿沼線（鹿沼市千渡交差点）
- 国道121号（鹿沼市緑町3丁目）

## ギャラリー

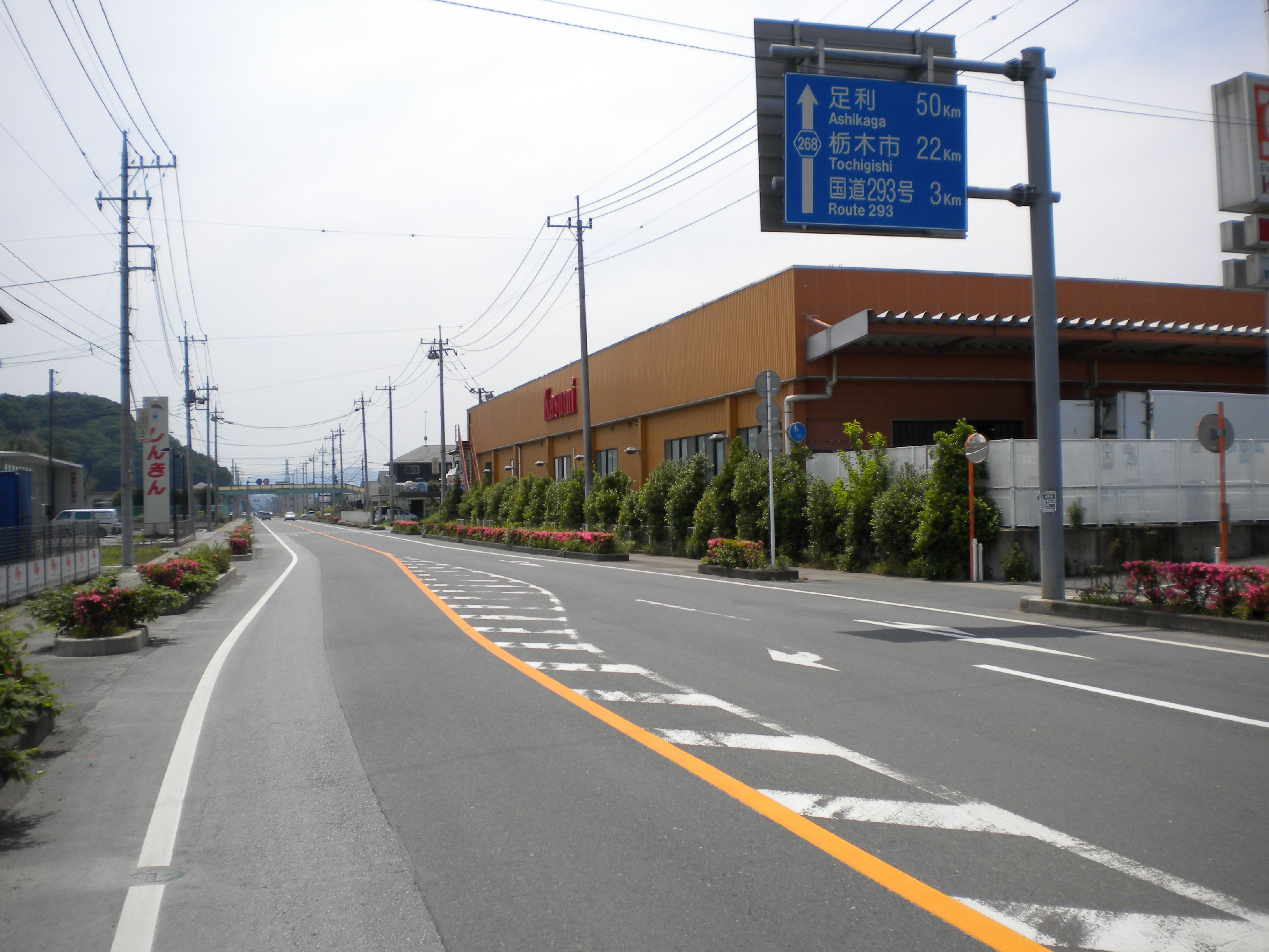
鹿沼市栄町2丁目付近
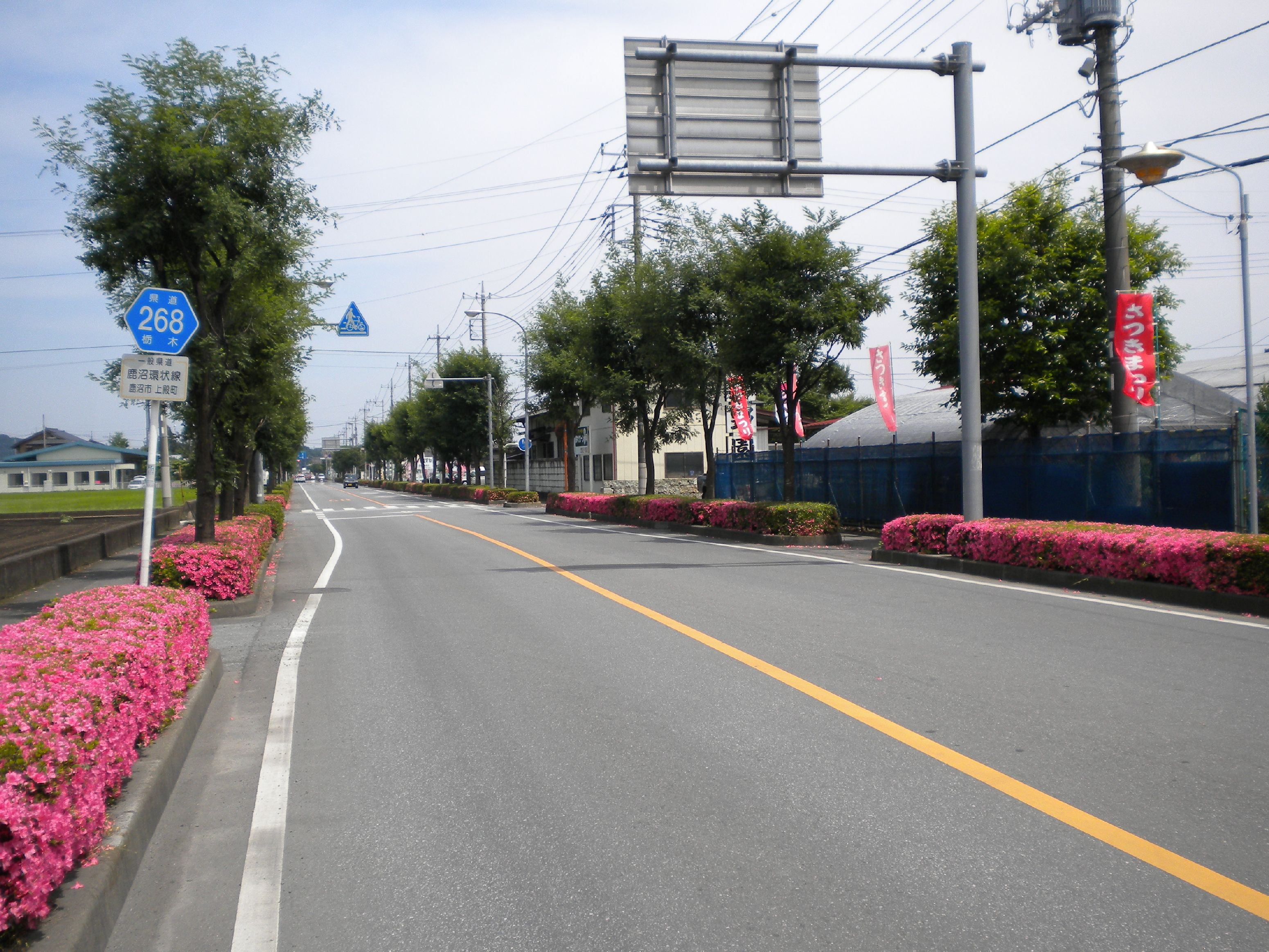
鹿沼市上殿町（終点）付近